# Barangaroo
Barangaroo, née très approximativement vers 1750 et morte en août 1791, est une femme aborigène du peuple cammeraygal (en) au début de l'ère coloniale australienne.

## Biographie
Issue d'un peuple autochtone de la côte nord de la baie de Sydney, elle participe « probablement » à une tentative de guet-apens par des Cammeraygal contre des soldats et bagnards britanniques à Manly en novembre 1788, moins d'un an après l'implantation de la colonie britannique de Nouvelle-Galles du Sud à Sydney,. Elle survit à l'épidémie de variole introduite accidentellement par les Britanniques et qui tue son époux et ses deux fils, et épouse Bennelong, du peuple wangal (en), en secondes noces. Étant l'une des rares femmes de son âge à avoir survécu lui confère une autorité parmi les autres femmes aborigènes, car elle est la dépositaire de savoirs presque perdus.
Elle s'oppose sans succès à la fraternisation de Bennelong avec les colons de Sydney, et brise de colère la lance de pêche de son époux lorsqu'il visite Sydney pour la première fois. Elle persiste en vain, à de multiples reprises, à tenter d'empêcher son amitié avec le gouverneur de la colonie, Arthur Phillip. Lorsqu'elle accepte enfin de rencontrer les colons en octobre 1790, ceux-ci lui offrent des vêtements, qu'elle enfile ; cela lui vaut toutefois les moqueries de son époux, et elle refuse dès lors tout vêtement occidental, demeurant nue même lorsqu'elle dîne à la table du gouverneur. Le gouverneur Philip fait construire pour Bennelong et Barangaroo un logement près du sien, et le couple s'y installe avec leurs deux enfants.
En mai 1791, pour pacifier les relations entre Aborigènes et colons, le gouverneur Philip invite autant d'Aborigènes que possible à assister à la flagellation d'un bagnard qui avait dérobé un outil de pêche à une femme aborigène. Les Aborigènes témoins de la punition expriment un sentiment d'horreur, et Barangaroo tente physiquement de mettre fin au châtiment infligé au bagnard.
En août 1791, elle est sévèrement battue par Bennelong alors qu'elle est fortement enceinte. Elle donne naissance immédiatement après à une petite fille, qui survit, mais Barangaroo elle-même meurt peu de temps après. Après sa crémation, son mari inhume ses cendres « avec soin » dans le jardin de la demeure du gouverneur.
En 2006, le quartier de Barangaroo, à Sydney, est nommé en son honneur. Le 26 janvier 2024, pour Australia Day (la fête nationale), le Conseil d'Australia Day de Nouvelle-Galles du Sud fait afficher en commémoration son portrait ainsi que ceux de Nanbarry, Pemulwuy et Patyegarang sur les voiles de l'opéra de Sydney,. C'est un portrait imaginaire, car aucun portrait de son apparence réelle ne subsiste.